# Покровська селищна рада
Покро́вська се́лищна ра́да — адміністративно-територіальна одиниця та орган місцевого самоврядування в Покровському районі Дніпропетровської області. Адміністративний центр — селище міського типу Покровське.

## Загальні відомості
Покровська селищна рада утворена в 1921 році.
- Територія ради: 21,4 км²
- Населення ради: 14 759 осіб (станом на 2001 рік)
- Територією ради протікає річка Вовча

## Населені пункти
Селищній раді підпорядковані населені пункти:
- смт Покровське
- с. Водяне
- с. Гапоно-Мечетне
- с. Зелена Долина
- с. Отрішки
- с. Петриків
- с. Романки
- с. Скотувате
- с. Старокасянівське
- с. Левадне
- с. Чорненкове

## Склад ради
Рада складається з 30 депутатів та голови.
- Голова ради: Спажева Світлана Анатоліївна
- Секретар ради: Єрмак Тетяна Миколаївна

### Керівний склад попередніх скликань
| Прізвище, ім'я, по батькові      | Основні відомості                                                                         | Дата обрання | Дата звільнення |
| -------------------------------- | ----------------------------------------------------------------------------------------- | ------------ | --------------- |
| Григоренко Валерій Володимирович | Селищний голова, 1968 року народження, освіта вища                                        | 26.03.2006   | 31.10.2010      |
| Григоренко Валерій Володимирович | Селищний голова, 1968 року народження, освіта вища, член політичної партії «Наша Україна» | 31.10.2010   | 18.03.2012      |
| Спажева Світлана Анатоліївна     | Селищний голова, 1966 року народження, освіта вища,                                       | 18.03.2012   |                 |

Примітка: таблиця складена за даними сайту Верховної Ради України

### Депутати
За результатами місцевих виборів 2010 року депутатами ради стали:

#### За суб'єктами висування
| Суб'єкт висування                                       | Кількість обраних депутатів | %    |
| ------------------------------------------------------- | --------------------------- | ---- |
| Партія регіонів                                         | 13                          | 43,3 |
| Самовисування                                           | 5                           | 16,7 |
| Комуністична партія України                             | 4                           | 13,3 |
| Народна партія                                          | 4                           | 13,3 |
| Політична партія Всеукраїнське об'єднання «Батьківщина» | 1                           | 3,3  |
| Політична партія «Наша Україна»                         | 1                           | 3,3  |
| Політична партія «Сильна Україна»                       | 1                           | 3,3  |
| Політична партія «Україна Майбутнього»                  | 1                           | 3,3  |

#### За округами
| № округу                                                | Прізвище, ім'я, по батькові         | Дата визнання обраним | Освіта  | Партійна приналежність                        | Відомості про обраного депутата                                                     |
| ------------------------------------------------------- | ----------------------------------- | --------------------- | ------- | --------------------------------------------- | ----------------------------------------------------------------------------------- |
| Комуністична партія України                             |                                     |                       |         |                                               |                                                                                     |
| 10                                                      | Кісенко Володимир Валентинович      | 02.11.2010            | середня | член Комуністичної партії України             | газове господарство, слюсар                                                         |
| 25                                                      | Рябчук Сергій Іванович              | 02.11.2010            | вища    | позапартійний                                 | агрокомерційна фірма «Орбіта», інженер                                              |
| 27                                                      | Плоха Наталія Михайлівна            | 02.11.2010            | середня | член Комуністичної партії України             | пенсіонер                                                                           |
| 30                                                      | Миленко Валерій Миколайович         | 02.11.2010            | середня | позапартійний                                 | Покровська селищна рада, архіваріус                                                 |
| Народна Партія                                          |                                     |                       |         |                                               |                                                                                     |
| 5                                                       | Барвіненко Володимир Маркович       | 02.11.2010            | вища    | член Народної партії                          | управління Пенсійного фону України в Покровському районі, спеціаліст відділу обліку |
| 18                                                      | Колісник Тетяна Федорівна           | 02.11.2010            | вища    | член Народної партії                          | відділ управління праці та соцзахисту населення, заступник начальника               |
| 20                                                      | Кулібаба Валентина Ярославівна      | 02.11.2010            | вища    | член Народної партії                          | Покровський дошкільний навчальний заклад № 3 «Теремок», завідувачка                 |
| 29                                                      | Овчіннікова Вікторія Леонідівна     | 02.11.2010            | вища    | член Народної партії                          | управління праці та соцзахисту населення, економіст                                 |
| Партія регіонів                                         |                                     |                       |         |                                               |                                                                                     |
| 1                                                       | Коновал Василь Васильович           | 02.11.2010            | середня | член Партії регіонів                          | приватний підприємець                                                               |
| 2                                                       | Красногрудь Володимир Олександрович | 02.11.2010            | середня | член Партії регіонів                          | Водянська загальноосвітня школа I-III ст., завгосп                                  |
| 3                                                       | Пазій Анатолій Іванович             | 02.11.2010            | середня | член Партії регіонів                          | тимчасово не працює                                                                 |
| 6                                                       | Кісенко Артем Володимирович         | 02.11.2010            | вища    | член Партії регіонів                          | Циківський фельдшерсько-акушерський пункт, медсестра                                |
| 7                                                       | Ткачук Володимир Васильович         | 02.11.2010            | вища    | член Партії регіонів                          | Чорненківський сільський клуб, завідувач                                            |
| 9                                                       | Секеда Микола Андрійович            | 02.11.2010            | вища    | член Партії регіонів                          | РДП Покровський РСС «Покровський ринок», директор                                   |
| 11                                                      | Помазан Юрій Олексійович            | 02.11.2010            | вища    | член Партії регіонів                          | Покровська ЦРЛ, лікар-ендоскопіст                                                   |
| 14                                                      | Попова Людмила Іванівна             | 02.11.2010            | вища    | член Партії регіонів                          | Покровська служба соціальної допомоги населенню, робітник                           |
| 16                                                      | Черненко Лариса Вікторівна          | 02.11.2010            | вища    | член Партії регіонів                          | Покровське АТП «11214», провідний економіст                                         |
| 19                                                      | Єрмак Тетяна Миколаївна             | 02.11.2010            | вища    | член Партії регіонів                          | Покровська селищна рада, секретар                                                   |
| 22                                                      | Галаган Валентина Іванівна          | 02.11.2010            | вища    | член Партії регіонів                          | Покровський районний будинок культури, художній керівник                            |
| 24                                                      | Проценко Сергій Миколайович         | 02.11.2010            | вища    | член Партії регіонів                          | Покровська служба експлуатації газового господарства, інженер-проектувальник        |
| 26                                                      | Дрогалов Давид Олександрович        | 02.11.2010            | вища    | член Партії регіонів                          | Покровська загальноосвітня школа I-III ст. № 1, вчитель                             |
| Політична партія Всеукраїнське об'єднання «Батьківщина» |                                     |                       |         |                                               |                                                                                     |
| 4                                                       | Різун Лариса Іванівна               | 02.11.2010            | вища    | член Всеукраїнського об'єднання «Батьківщина» | Романківська амбулаторія загальної практики — сімейної медицини, медсестра          |
| Політична партія «Наша Україна»                         |                                     |                       |         |                                               |                                                                                     |
| 17                                                      | Вакуленко Володимир Васильович      | 02.11.2010            | вища    | член Політичної партії «Наша Україна»         | приватний підприємець                                                               |
| Політична партія «Сильна Україна»                       |                                     |                       |         |                                               |                                                                                     |
| 23                                                      | Шаповалов Ігор Володимирович        | 02.11.2010            | середня | член Політичної партії «Сильна Україна»       | приватний підприємець                                                               |
| Політична партія «Україна Майбутнього»                  |                                     |                       |         |                                               |                                                                                     |
| 13                                                      | Булах Ольга Павлівна                | 02.11.2010            | вища    | член Політичної партії «Україна Майбутнього»  | фермерське господарство «Покровчанка», голова                                       |
| Самовисування                                           |                                     |                       |         |                                               |                                                                                     |
| 8                                                       | Архипенко Лідія Григорівна          | 02.11.2010            | вища    | позапартійна                                  | Покровська РДА, начальник відділу фінансово-господраського забезпечення             |
| 12                                                      | Лащонова Ольга Михайлівна           | 02.11.2010            | вища    | позапартійна                                  | Покровський дошкільний навчальний заклад № 1 «Орлятко», завідувачка                 |
| 15                                                      | Пікуль Віктор Олександрович         | 02.11.2010            | вища    | член Партії регіонів                          | вище професійне училище № 75, заступник директора                                   |
| 21                                                      | Северин Іван Іванович               | 02.11.2010            | вища    | позапартійний                                 | приватний підприємець                                                               |
| 28                                                      | Швидь Сергій Вікторович             | 02.11.2010            | вища    | позапартійний                                 | вище професійне училище № 75, викладач                                              |